# Meleagro (general)
Meleagro, militar macedonio del siglo IV a. C. contemporáneo de Alejandro Magno. Fue uno de los diádocos.

## Biografía
Fue el gran enemigo de Pérdicas y después de la muerte de Alejandro Magno tramó un enredo para librarse de este rival. Pérdicas, en tiempos de Alejandro Magno había sido comandante en jefe en Asia. Convocó una reunión en la que propuso a los demás generales elegir un jefe hasta que Roxana (viuda de aquel) diera a luz. Pero la propuesta no fue aceptada y resolvieron esperar al parto sin nombrar a nadie.
Cuando Meleagro vio que se permitía la asistencia a los soldados de caballería acudió en busca de los soldados de infantería para enemistarlos contra aquellos, por no haber sido invitados a la reunión. Les propuso, para mayor intriga, que eligieran rey sucesor de Alejandro a su hermanastro Filipo Arrideo (adolecía de una discapacidad mental). Y así se hizo; los soldados de infantería proclamaron rey a este último y le escoltaron hasta la sala de la reunión, donde los generales deliberaban.
Durante algunos días, y después de tales sucesos se temió que la caballería y la infantería se hiciesen mutuamente la guerra. Finalmente se reconciliaron y decidieron conservar los dos reyes como sucesores de Alejandro: Filipo III de Macedonia y el futuro Alejandro IV que estaba por nacer. También tomaron otra decisión que fue la de nombrar a Pérdicas jefe de la caballería y a Meleagro jefe de la infantería.
Poco después de estos acontecimientos ocurrió un hecho desdichado. Pérdicas pasó revista al ejército y mandó prender a 30 infantes, cabecillas de la anterior sublevación, cuando las disputas con la caballería. Los condenó a muerte y fueron ejecutados por elefantes dirigidos diestramente, que pusieron la pata encima de cada cabeza, aplastandola hasta morir. Meleagro tuvo miedo de ser detenido también y huyó, refugiándose en un templo, pero fue encontrado y degollado allí mismo.
Después de estos sucesos nació el hijo de Alejandro y Roxana. Esta última mandó ejecutar a su rival, la otra viuda de Alejandro Magno, Barsine-Estatira, hija del antiguo Gran Rey Darío III Codomano.
Pérdicas también fue asesinado por un grupo de oficiales conducidos por Seleuco I Nicátor.